# Eunidia vagemarmorata
Eunidia vagemarmorata là một loài bọ cánh cứng trong họ Cerambycidae.